# 松重豐
松重豐（日语：／ Matsushige Yutaka，1963年1月19日—）是一位日本男演員，ZAZOUS所屬。畢業於西南學院高等學校及明治大學文學部（專攻演劇學）。
松重豐在《孤獨的美食家》劇中扮演主角「井之頭五郎」，是從事進口雜貨批發的貿易商，嗜好是藉由工作出差到處品嚐當地美食。松重豐以劇中五郎的形象深入人心，為個人代表作。

## 背景
身高188cm、血型為AB型。
出生於長崎縣長崎市，不久搬到福岡縣福岡市，三年級時住在大分縣。 在福岡市香椎第二中學就讀時，他在九州地區換過三次小學、兩次中學。1981年4月，他從西南學院高中畢業後前往東京，在明治大學文學部攻讀戲劇研究。 1983年，他在新宿的小劇場 Space Den 首次登台演出。1986年，他參與了由三谷幸喜領導的團體 Tokyo Sunshine Boys 的製作。 1986年3月大學畢業，加入蜷川幸雄領導的劇團蜷川劇場 ，1989年離團，出演過許多國內外舞台劇、電視劇、電影、廣告和旁白。 1992 年，他在黑澤清的恐怖片《地獄守衛》中擔任主角，並在劇集中擔任配角。
2012年1月，松重豊在電視連續劇《孤獨的美食家》（東京電視台）中擔任井之頭五郎一角，這是他首次主演電視連續劇，並且一炮而紅。2018年10月，開始在《サンデー毎日》 每月第一個週二刊登他的第一篇隨筆《Enja 的大冒險》。2020年10月，他發行了個人第一本短篇小說《空洞のなかみ》，書中收錄了她的第一本短篇小說《空洞のなかみ》和隨筆，並且在出版之前就決定再版這本書。

## 作品列表
粗體字為主演作品。

### 電視劇
- 1996年4月 將太的壽司 飾 鬼村龍二

- 1997年1月 毛利元就 飾 吉川元春

- 1997年1月 大搜查线 飾 尾田克重

- 1998年1月 愛しすぎなくてよかった 飾 小笠原煖

- 1998年10月 小報急先鋒 飾 久喜眞治

- 1999年1月 上班女郎 飾

- 1999年4月 非洲夜未眠 飾 火野史郎

- 1999年4月 甦醒的金狼 飾 廣木典明

- 2000年4月 另一個天堂 飾 稻富圭一

- 2000年7月 誘拐 飾 向坂俊彦

- 2001年1月 北條時宗 飾 謝太郎

- 2002年1月 巴比倫 飾 瀨和樹

- 2002年4月 BigMoney（日语：ビッグマネー!〜浮世の沙汰は株しだい〜）飾 蒔田

- 2002年7月 天體觀測 飾 松原茂樹

- 2002年7月 置物櫃的HANAKO 飾 椎名俊輔室長

- 2002年10月 特警2人組 飾 佐伯真樹夫

- 2003年1月 刑事搜查線 飾 真田

- 2003年1月 最後的律師 飾 澤登圭一郎

- 2003年4月 顏-超感應女警 飾 加西徹

- 2003年7月 獻給一個夏天的爸爸 飾 細野一作

- 2003年10月 共犯者 飾 野澤雅也

- 2004年1月 烈火男兒 飾 森田

- 2004年1月 我和她們的生存之道 飾 齊藤裕一

- 2004年1月 有異議！ 飾 吉宗徹治

- 2004年1月 亂步R 飾 綿貫

- 2004年7月 最後的禮物 飾 古茂口優

- 2005年4月 離婚女律師Ⅱ 飾 大庭保

- 2005年4月 SP空中鞦韆 飾 吉安

- 2005年4月 東京朋友 飾 白川

- 2005年7月 水男孩特別篇 飾 名嘉尾大悟

- 2005年10月 女人一代記 飾 杉村春子

- 2006年1月 西遊記 飾 混世魔王

- 2006年4月 愛上恐龍妹 飾 上島聰

- 2006年7月 怨恨屋本舖 飾 近藤集

- 2006年10月 SP名偵探柯南 致工藤新一的挑戰書 離別前的序章 飾 東邦夫

- 2006年10月 SP愛上恐龍妹 飾 上島聰

- 2007年4月 求婚大作戰 飾 伊藤松憲

- 2007年7月 女刑事水紀第2季 飾 原田

- 2007年7月 震度0 飾 桑江高明

- 2007年10月 喜代美 飾 和田正典

- 2008年1月 蜂蜜幸運草 飾 庄田教授

- 2008年1月 SP求婚大作戰之嫁給我吧！ 飾 伊藤松憲

- 2008年7月 太陽與海的教室 飾 根岸正洋

- 2008年7月 SP我要當爸爸的腳 飾 黑瀨和夫

- 2008年10月 BLOODY MONDAY 飾 加納生馬

- 2009年4月 MR.BRAIN 飾 岸川誠司

- 2009年10月 深夜食堂 飾 劍崎龍

- 2009年10月 不毛地帶 飾 小出宏

- 2010年1月 BLOODY MONDAY Season2 飾 加納生馬

- 2010年6月 警視廳搜查一課9係

- 2010年7月 彩虹閃耀夏之戀 飾 青木久雄

- 2010年10月 克隆寶貝

- 2011年1月 紅手指 飾 小林主任

- 2011年2月 CONTROL～犯罪心理搜查～ 飾 宮原克己

- 2011年7月 唐吉訶德 飾 兵頭大介

- 2011年10月 深夜食堂2 飾 劍崎龍

- 2012年1月 孤獨的美食家 飾 井之頭五郎

- 2012年1月 命運之人 飾 司修一

- 2012年1月 Answer～警視廳檢證搜查官 飾 薄井昭三

- 2012年7月 Summer Rescue～天空的診療所～ 飾 澤口哲夫

- 2012年10月 孤獨的美食家Season2 飾 井之頭五郎

- 2012年10月 遲開的向日葵 飾 日下哲也

- 2012年10月 一人靜 飾 鮎川五郎

- 2013年1月 八重之櫻 飾 山本權八

- 2013年1月 Dinner 飾 金井耕助

- 2013年7月 孤獨的美食家Season3 飾 井之頭五郎

- 2013年10月 刑警的目光 飾 福森誠一

- 2014年1月 明天媽媽不在 飾 川島

- 2014年4月 死神君 飾 主任

- 2014年5月 鈴木商店的當家娘 飾  本村勉

- 2014年7月 孤獨的美食家Season4 飾 井之頭五郎

- 2014年7月 HERO第二季 飾 川尻健三郎

- 2014年10月 女性決不容許 飾 蝶野薰

- 2014年10月 深夜食堂3 飾 劍崎龍

- 2015年1月 約會～戀愛為何物～ 飾 藪下俊雄

- 2015年4月 Dr.倫太郎 饰 蓮見榮介

- 2015年7月 死亡筆記 飾 夜神總一郎

- 2015年10月 孤獨的美食家Season5 飾 井之頭五郎

- 2016年4月 重版出来！ 飾 和田靖樹

- 2016年7月 松重豐之人情纪行 美味的巴西2016 飾 松重豐（本人役）

- 2016年10月 深夜食堂4 飾 劍崎龍

- 2017年1月 Byplayers：如果這6名配角共同生活的話 飾 松重豐（本人役）

- 2017年4月 貴族偵探 飾 山本

- 2017年4月 破狱 飾 大田坂洋

- 2017年4月 孤独的美食家Season6 饰 井之頭五郎

- 2018年1月 UNNATURAL 飾 神倉保夫

- 2018年4月 孤独的美食家Season7 饰 井之頭五郎

- 2019年4月 完美的世界 飾 川奈元久

- 2019年1月 韋駄天～東京奧運故事～ 飾 東龍太郎

- 2019年10月 孤独的美食家Season8 饰 井之頭五郎

- 2021年7月 孤独的美食家Season9 饰 井之頭五郎

- 2022年4月 持續可能的戀愛？～父親與女兒的結婚進行曲～ 飾 澤田林太郎

- 2022年10月 孤独的美食家Season10 饰 井之頭五郎

- 2023年1月 怎麼辦家康 飾 石川數正

### 電影
- 1995年 赤木鬥牌傳  飾 矢木圭次
- 1996年 友子の場合  飾 藤井
- 1998年1月 七夜怪談  飾 吉野
- 1998年1月 七夜怪談-貞子復活 飾 吉野
- 1998年11月 庶務二課 電影版  飾 穴崎始
- 2000年4月 失憶星期一 飾 久保正樹
- 2001年3月 被偷聽的人 飾 白木重文
- 2001年10月 大暴走 飾 真木
- 2001年12月 修羅雪姬 飾 蓮去
- 2002年3月 フィラメント 飾 寺島リキ
- 2003年11月 軍火  飾 波多野
- 2003年8月 Dragon Head 飾 佐伯
- 2003年9月 搖滾青年
- 2004年1月 鬼來電  飾 藤枝一郎
- 2004年6月 Believer 飾 島田
- 2004年11月 血與骨 飾 高信義
- 2004年11月 Lady Joker 飾 西村寬司
- 2005年5月 交涉人 真下正義 飾 爆裂物除理班班長
- 2005年6月 歡迎光臨，患者們 飾 岡谷以藏
- 2006年4月 Check It Out, Yo! 飾 玉城克治
- 2006年8月 東京朋友 飾 白川
- 2006年8月 我愛芳鄰
- 2006年9月 太陽的傷 飾 尾崎勝也
- 2007年1月 愛的流刑地 飾 關口重和
- 2007年3月 人中之龍 劇場版 飾 伊達真
- 2007年6月 圖鑑上未記載的蟲子 飾 真島
- 2007年9月 壽喜鍋 西部大格鬥
- 2008年8月 東京狂想曲
- 2008年8月石内尋常高等小學校
- 2009年4月 漂撇男子漢2 飾 牛山
- 2009年5月 速成沼澤 飾 川端
- 2009年6月 親愛的醫生 飾 波多野行成巡査部長
- 2009年11月 彎曲吧!湯匙
- 2010年1月 All to the Sea  飾 蓮沼守夫
- 2010年6月 孤高的手術刀 飾 實川剛
- 2010年7月 大搜查線 THE MOVIE3 飾 眉田克重
- 2010年8月 花水木 飾 木内健二郎
- 2011年9月 泡吧偵探 飾 相田
- 2011年10月 DOGXPOLICE 純白之絆 飾 大塚直樹
- 2012年1月 麒麟之翼 飾 小林
- 2013年5月 泡吧偵探2 飾 相田
- 2013年5月 俺俺：33個我 飾  阿久根
- 2014年5月 超能對決 飾 柴本孝雄
- 2015年1月 再見歌舞伎町 飾 池澤康夫
- 2015年1月 尋找心樂章 飾 相馬宏明
- 2015年1月 深夜食堂 電影版 飾 劍崎龍
- 2015年3月 所羅門的偽證 前編:事件 飾 北尾教諭
- 2015年4月 所羅門的偽證 後編:裁判 飾 北尾教諭
- 2015年7月 HERO電影版2 飾 川尻健三郎
- 2016年3月 星之丘Wonderland  飾 清川藤二
- 2016年10月 晨間秀 飾 黑岩哲人
- 2017年 極惡非道 最終章
- 2018年 在咖啡冷掉之前 單元主角
- 2018年 檢察狂人  飾 諏訪部利成
- 2019年 添好孕 飾 疋田
- 2019年10月 武士搬家好吃驚 飾 本村三右衛門
- 2022年1月 信用詐欺師JP：英雄篇
- 2024年5月 青春18×2 通往有你的旅程 飾 中里
- 2025年1月 孤独的美食家 電影版 飾 井之頭五郎

### 動畫電影
- 2015年5月 百日紅 飾 葛飾北齋
- 2022年5月 犬王 飾 友魚的父親
- 2025年11月 無盡的史嘉萊特 飾 コーネリウス[1]

### 獎項
| 年份   | 大賞名稱                                                    | 獎項         | 作品       | 参考  |
| ------ | ----------------------------------------------------------- | ------------ | ---------- | ----- |
| 2007年 | 「毎日電影」最佳男配角ヨコハマ映畫祭                        | 最佳男配角   |            |       |
|        | 「第18屆 日劇GP(大賞)=日刊スポーツドラマGP 2014」           | 男配角獎 第5 | HERO 2     |       |
|        | 「第11屆 TVnavi日劇年度大賞=ドラマ・オブ・ザ・イヤー 2014」 | 最優秀男配角 | 死神君     |       |
| 2009年 | 横滨电影节                                                  | 最佳男配角   | 亲爱的医生 | [ 2 ] |

## 外部連結
- 松重豐的Instagram帳戶
- 松重豐的X（前Twitter）
- YouTube上的松重豐頻道
- 官方網站 （页面存档备份，存于）
- Blog （页面存档备份，存于）
- 松重豐在互联网电影资料库（IMDb）上的資料（英文）
- 松重豐在豆瓣上的资料（简体中文）
- 松重豐在时光网上的簡介（简体中文）
- 松重豐的哔哩哔哩个人空间